# Желовце
Желовце (словац. Želovce) — село, громада округу Вельки Кртіш, Банськобистрицький край, центральна Словаччина, регіон Новоград. Кадастрова площа громади — 18,76 км².
Населення 1249 осіб (станом на 31 грудня 2017 року).

## Історія
Желовце вперше згадується в 1327 році.

## Населення
| Рік:            | 1994. | 2004.   | 2014.   | 2024.    |
| --------------- | ----- | ------- | ------- | -------- |
| Кількість осіб: | 1324  | 1314    | 1289    | 1154     |
| Різниця:        |       | -0,75 % | -1,90 % | -10,47 % |

| Рік:            | 2023. | 2024.   |
| --------------- | ----- | ------- |
| Кількість осіб: | 1177  | 1154    |
| Різниця:        |       | -1,95 % |